# سوران (خلخال)
سوران از آبادی‌های دهستان خانندبیل غربی در بخش مرکزی شهرستان خلخال است. سوران ۲۹ نفر جمعیت دارد.